# Jamieson Ridge
Jamieson Ridge är en bergstopp i Antarktis. Den ligger i Östantarktis. Argentina och Storbritannien gör anspråk på området. Toppen på Jamieson Ridge är 1 200 meter över havet.
Terrängen runt Jamieson Ridge är platt åt sydväst, men åt nordost är den kuperad. Trakten är obefolkad. Det finns inga samhällen i närheten. 